# Johan Bengtsson Schening
Johan Bengtsson Schening, född 25 april 1700 i Stockholm, död 24 december 1754, var en svensk borgmästare och politiker.

## Biografi
Johan Schening föddes 1700 i Stockholm. Han var son till rådmannen Bengt Schening och Ingeborg Wallin. Schening blev 1713 student vid Uppsala universitet och blev 1718 auskultant i Svea hovrätt. Han blev 1731 stadsfiskal i Stockholms stad och 1737 rådman i Stockholms stad. Schening var riksdagsledamot för borgarståndet i Stockholms stad vid riksdagen 1738–1739, riksdagen 1740–1741 och riksdagen 1742–1743. Han blev 1747 byggningsborgmästare i Stockholms stad och avled 1754.

### Familj
Schening gifte sig 24 april 1735 med Brita Gustaviana Brehmsköld (1716–1749), dotter till kaptenen Didrik Georg Brehmsköld och Anna Magdalena Geete. De fick tillsammans barnen Johanna Gustava von Schening (1737–1769) som var gift med majoren Magnus Vilhelm Lannerstierna, riddarhusfiskalen Bengt von Schening (1738–1777) och Anna Elisabet von Schening (1741–1760) som var gift med kaptenen Johan Henrik blomcreutz och översten Reinhold Ulrik von Post. Deras barn adlades 25 november 1751 till von Schening.